# Rumania en los Juegos Olímpicos de Lake Placid 1932
Rumanía estuvo representada en los Juegos Olímpicos de Lake Placid 1932 por un total de 4 deportistas que compitieron en bobsleigh.  
El equipo olímpico rumano no obtuvo ninguna medalla en estos Juegos.